# 卯花つかさ
卯花 つかさ（うのはな つかさ、6月11日 - ）は、日本の漫画家、イラストレーター。血液型はB型。2022年より『まんがタイムきららキャラット』（芳文社）にて『ごきげんよう、一局いかが?』、2023年より『なかよし』（講談社）にて『ぽんのみち』のコミカライズを連載している。

## 作品リスト

### 漫画作品
- D.C.II Imaginary Future 〜ダ・カーポII イマジナリーフューチャー〜（アスキー・メディアワークス『電撃G's magazine』2007年3月号[1] - 2009年5月号、全5巻）
- 当世電脳小姐気質 だらピコ!（KADOKAWA『電撃PlayStation』）
- ARITH MAGIC（ちなこみ）
- 天秤は花と遊ぶ（芳文社『まんがタイムきららフォワード』2008年11月号[1] - 2009年10月号、全2巻）
- 創刊! コミック アース・スター編集部
- はじおつ。（芳文社『まんがタイムきららフォワード』2010年11月号[1] - 2014年5月号[4]、全5巻）
- アニマエール!（芳文社『まんがタイムきららキャラット』2016年4月号[5] - 2020年10月号、全5巻）
- ごきげんよう、一局いかが?（芳文社『まんがタイムきららキャラット』2022年8月号[2] - 、既刊3巻）
- ぽんのみち（原作：IIS-P、キャラクター原案：春場ねぎ、講談社『なかよし』2023年10月号[3] - 2024年4月号[6]、全1巻） - 漫画担当。

### ゲーム
- ECO-i 原画
- ひよこストライク!（Ex-iT、2012年1月27日）原画
- きららファンタジア キャラクターデザイン、監修

### 小説
- クリエイティ部!（著者：みずのまい、ポプラ社、ポプラキミノベル、既刊4巻） - イラスト担当[7]

### アンソロジー
- こみっくパーティー 4コママンガ劇場（エニックス、2001年10月1日）
- こみっくパーティー 4コママンガ劇場 2（エニックス、2002年2月1日）
- こみっくパーティー 4コママンガ劇場 3（エニックス、2002年5月1日）
- こみっくパーティー 4コママンガ劇場 4（エニックス、2002年9月1日）
- テイルズオブエターニア 4コママンガ劇場 6（エニックス、2003年1月1日）
- うたわれるもの 4（宙出版、2003年3月22日）
- うたわれるもの 5（宙出版、2004年5月17日）
- 魔界戦記ディスガイア 4コママンガ劇場（スクウェア・エニックス、2003年7月11日）
- 魔界戦記ディスガイア 4コママンガ劇場 2（スクウェア・エニックス、2004年4月2日）
- テイルズオブデスティニー2 4コママンガ劇場（スクウェア・エニックス、2004年6月8日）
- CLANNAD -クラナド-（宙出版、2004年6月30日）
- CLANNAD -クラナド- 2（宙出版、2004年9月25日）
- CLANNAD -クラナド- 3（宙出版、2004年10月25日）
- 月姫 12（宙出版、2004年10月18日）
- ToHeart2 first period（宙出版、2005年3月24日）
- ToHeart2 second period（宙出版、2005年6月25日）
- テイルズオブシンフォニア 4コママンガ劇場 2（スクウェア・エニックス、2005年9月16日）
- ハートフル4コマ ToHeart2（宙出版、2005年9月24日）
- ヨーグルティング アンソロジーコミック 1（エンターブレイン、2005年12月26日）
- ラグナロクオンライン 笑顔のチカラ（エンターブレイン、2007年4月1日）エンターブレイン、宙出版、ブロッコリーのアンソロジーに収録された作品を1冊にまとめたもの。
- マジキュー4コマ リトルバスターズ! 1（エンターブレイン、2007年9月25日）
- けいおん! ストーリーアンソロジーコミック 1（芳文社[8]、2011年11月26日）
- 魔法少女まどか☆マギカ アンソロジーコミック 2（芳文社、2012年3月12日）
- WHITE ALBUM2 コミックアンソロジー（一迅社、2012年7月25日）
- まんがタイムきらら☆マギカ Vol.14（芳文社、2014年6月9日）
- アサルトリリィ Last Bullet コミックアンソロジー（ブシロードメディア、2021年7月27日[9]）